# Кислое (озеро, Великолукский район)
Ки́слое — озеро в Горицкой и Переслегинской волостях Великолукского района Псковской области.
Площадь — 3,1 км² (313,2 га; с 4 островами — 3,3 км² или 334,0 га). Максимальная глубина — 10,0 м, средняя глубина — 3,5 м. Состоит из двух плесов, разделенных перешейком, протока между плесами перекрыта дамбой с водотоком. Вода из озера поступает в рыбоводные пруды.
На берегу озера расположены деревни: Русаново, Кислово (Горицкой волости), Калитино (Переслегинской волости).
Проточное. Относится к бассейну реки Ловать.
Тип озера лещово-судачий. Массовые виды рыб: лещ, судак, щука, окунь, плотва, угорь, красноперка, ерш, уклея, густера, язь, караси золотой и серебряный, линь, налим, карп, вьюн, верховка, пескарь, щиповка.
Для озера характерно: отлогие и низкие, местами заболоченные берега, болото луга, поля, огороды, дачи; в центре — ил, прибрежье — песок, песок с галькой, заиленный песок, камни; локальные заморы.